# Iglesia de Valjala
La Iglesia de Valjala (en estonio: Valjala kirik) es la iglesia más antigua de Estonia. Se encuentra en Valjala, en la isla de Saaremaa.
Inmediatamente después de la conquista de 1227, una capilla de piedra fue erigida en Valjala no lejos de la antigua fortaleza. Sus paredes forman la parte inferior del coro de la iglesia actual. En el lado sur de la capilla, había una sacristía.

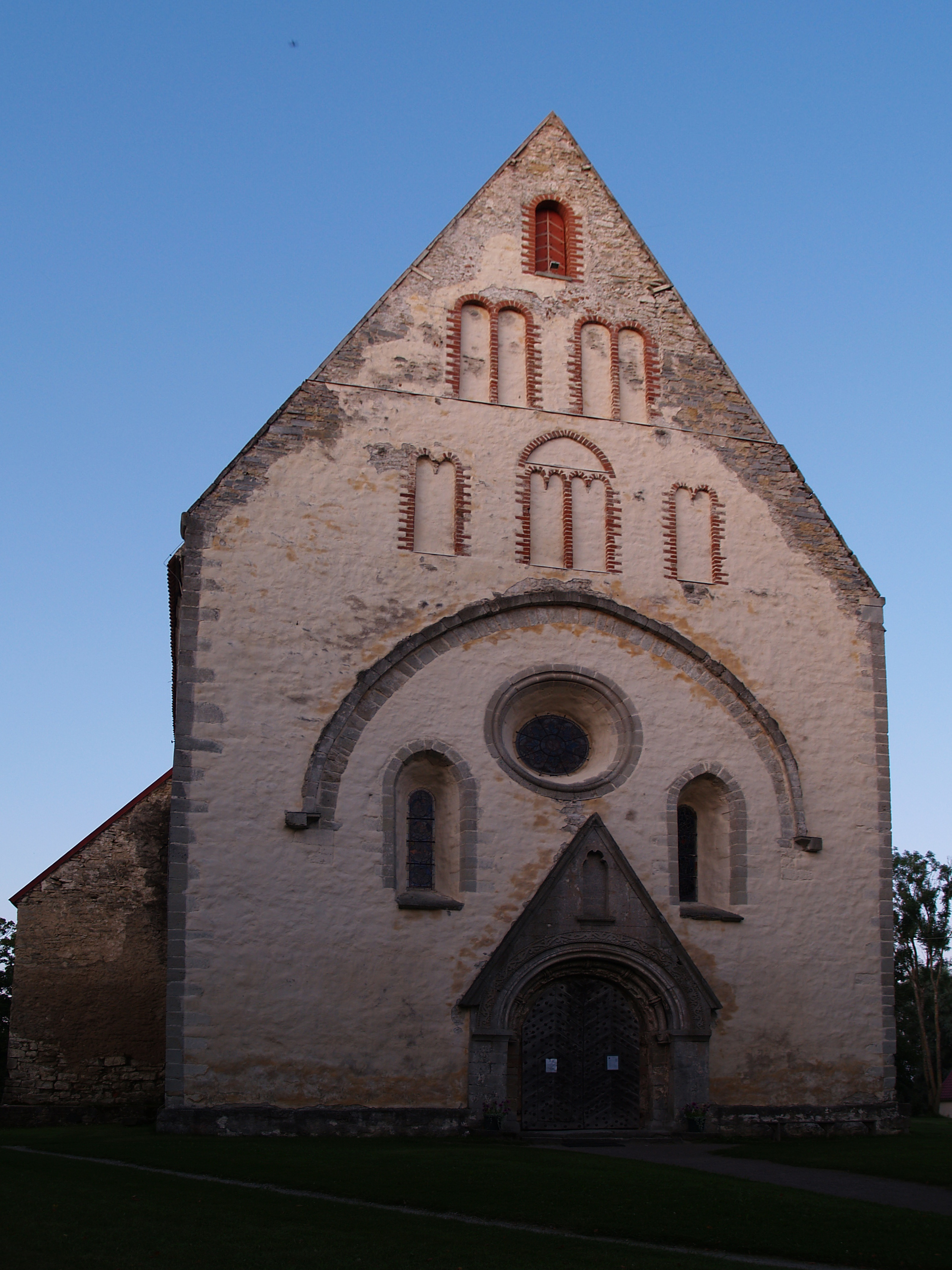
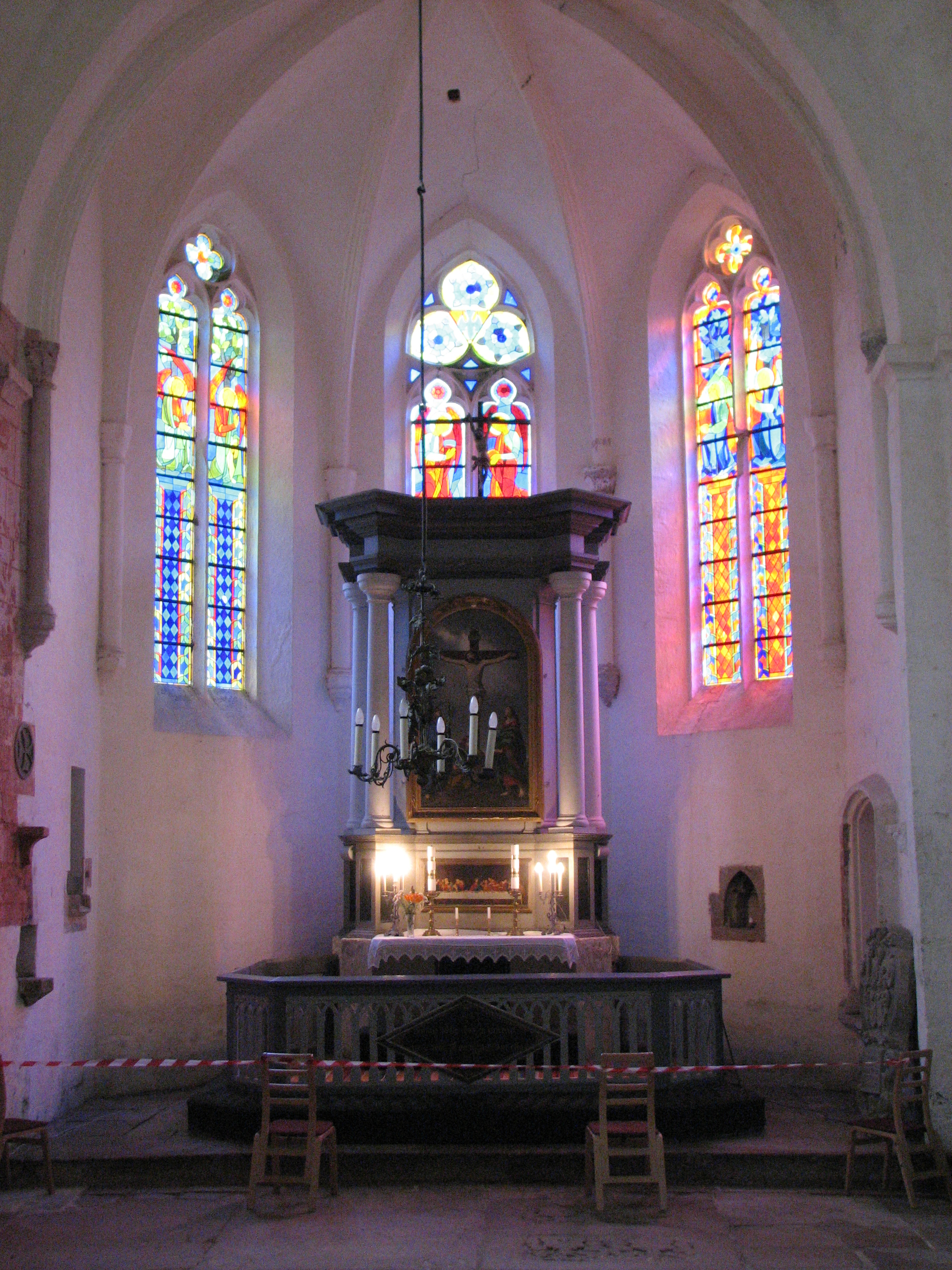
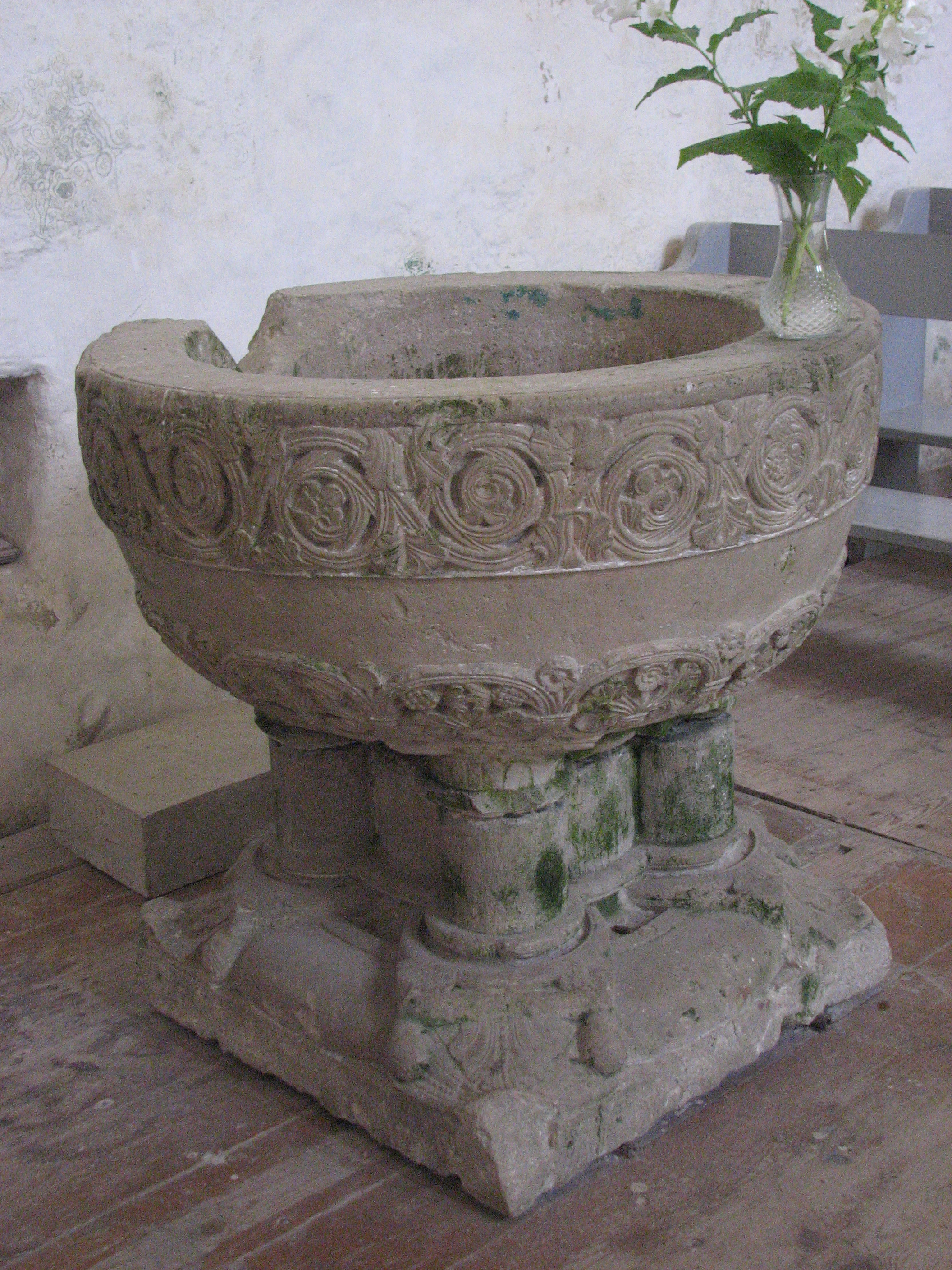